# Kerry Katona
Kerry Jayne Elizabeth Katona (6 de septiembre de 1980, Warrington, Cheshire), más conocida como Kerry Katona, es una cantante, compositora y celebridad inglesa. Fue miembro del grupo Atomic Kitten desde 1998 hasta 2001 y nuevamente desde 2012 hasta 2017.
Katona empezó su carrera en la televisión, participando en varios reality shows. También fue protagonista de un reality show sobre su vida que se emitió durante varias semanas. En 2014, Kerry Katona inició una carrera musical en solitario.
Katona fue la ganadora de la tercera serie de I'm a Celebrity...Get Me Out of Here! en 2004, convirtiéndola en la primera reina de la jungla, y la subcampeona de Celebrity Big Brother 8 en 2011.

## Infancia y juventud
Kerry tuvo antepasados húngaros.
Fue criada por su madre, a quien Kerry define como habitual consumidora de alcohol y drogas. El primer recuerdo de su madre fue un intento de suicidio. Durante su infancia, fue puesta al cuidado y crianza de hasta cuatro parejas de padres adoptivos. Durante ese tiempo, estuvo en ocho colegios diferentes. Dejó la escuela a los dieciséis años, para convertirse en stripper y luego se unió a un grupo de danza que recorría Europa.

## Etapa en Atomic Kitten
Adquirió fama por ser una de las tres componentes originales del grupo Atomic Kitten. Sin embargo lo dejó en 2001, cuando se quedó embarazada. La banda disfrutaba de un éxito limitado en el Reino Unido, pero el grupo gozó de un gran éxito en el sudeste de Asia, con su canción Cradle, mientras ella era parte del mismo. Posteriormente, admitió que no cantaba en las canciones de la banda, debido a que sus compañeras tenían mejor voz que ella.

## Matrimonio con McFadden
En 2002 se casó con Brian McFadden, exintegrante de la banda irlandés Westlife, en la iglesia de la Inmaculada Concepción en Rathfeigh, County Meath (Irlanda), convirtiéndose en Kerry McFadden. La pareja pasó su luna de miel en Mauricio y tuvo dos hijas: Molly Marie McFadden (2001, Dublín, Irlanda) y Lilly-Sue McFadden (2003, Dublín).
Fue presentadora de diversos programas de televisión como Britain's Sexiest..., Loose Women y Elimidate.
En febrero de 2004 Katona ganó la tercera versión del programa televisivo I'm a Celebrity Get me out of Here! y en julio de aquel año, Brian y Kerry aparecieron juntos en el espectáculo de Keith Barret. También apareció como jueza en el espectáculo de talento de la televisión pública irlandesa RTÉ You Are a Star.
McFadden y Katona se separaron en septiembre de 2004, y Kerry volvió a utilizar su apellido de soltera. McFadden escribió una canción para su álbum solista Irish Son llamada Be True to Your Woman, en la que hablaba de su relación fracasada. El divorcio causó un período de depresión y consumo de drogas, por el cual entró en rehabilitación.
En junio de 2006, Katona y McFadden hablaban de la custodia de sus niñas debido al consumo de drogas admitido por parte de Katona, la cual dijo a la BBC Radio que ella estaba limpia de drogas desde entonces. El divorcio legal entre ambos se produjo en 2006.

## Matrimonio con Croft
En 2005, Dave Cunningham, un antiguo amor adolescente, estuvo con ella durante siete meses, pero la relación terminó. Katona se casó posteriormente con el constructor Mark Croft. Katona y Croft celebraron la boda en Gretna Green (Escocia), el 14 de febrero de 2007 en una ceremonia privada con dos amigos en calidad de testigos. Fue con casi nueve meses de embarazo cuando contrajeron nupcias. Dio a luz a una niña llamada Heidi Elizabeth Croft el 20 de febrero de 2007, seis días después de su boda, y a finales de septiembre anunció que estaba esperando su cuarto hijo.
El 15 de julio de 2007 Katona, su esposo y su hija fueron secuestrados en su casa de 2,5 millones de libras en Wilmslow. Tres secuestradores entraron y los amenazaron de muerte, teniendo en su poder los teléfonos móviles de la familia para asegurarse de que no pudiesen contactar con nadie. Katona fue sostenida a filo de cuchillo mientras abajo, otros hombres forzaron a su marido a mostrarles donde estaban los objetos de valor. Ninguno de ellos fue dañado físicamente, pero los ladrones se llevaron un vehículo BMW azul y otros objetos de valor. La pérdida total estuvo entre cien mil y ciento cincuenta mil libras. La familia se fue a vivir con unos parientes durante unos días porque estaban inseguros de volver a su casa. Katona dijo: Agradezco que mis otras dos hijas Molly Marie y Lilly-Sue no estuvieran aquí debido a que las niñas se encontraban visitando a sus abuelos (padres de Brian McFadden) en Irlanda.
Cuatro días después del secuestro fue ingresada en el Hospital El Priorato, por trastorno bipolar. Su portavoz, Max Clifford, dijo que había sufrido esta enfermedad durante algún tiempo, pero sus recientes síntomas habían sido causados por el robo a mano armada. En enero de 2008, Katona se tatuó en el cuello el nombre de su hija Heidi Elizabeth. Kerry y Croft se divorciaron en 2011.

## Matrimonio con George Key
En 2014 se casó con George Key. Tuvieron descendencia. Aunque su popularidad ha disminuido, Katona tiene una columna regular en la revista OK! Magazine.

## Discografía con Atomic Kitten
| Fecha     | Título           | Lista Reino Unido |
| --------- | ---------------- | ----------------- |
| Álbumes   |                  |                   |
| 2000      | Right Now        | 39                |
| Sencillos |                  |                   |
| 1999      | Right Now        | 10                |
| 2000      | See Ya           | 6                 |
| 2000      | Cradle           |                   |
| 2000      | I Want Your Love | 10                |
| 2000      | Follow Me        | 20                |
| 2001      | Whole Again      | 1 (4 semanas)     |